# Сесмеры (Моргаушский район)
Сесме́ры (чув. Çеçмер) — деревня в Моргаушском районе Чувашской Республики. Входит в состав Кадикасинского сельского поселения.

## География
Находится в северо-западной части Чувашии, на расстоянии приблизительно 15 км на север-северо-восток по прямой от районного центра села Моргауши.

## История
Известна с 1795 года, когда здесь было учтено 82 двора и 448 жителей с учётом двух выселков. В 1858 году (тогда околоток села Ахманеи) было учтено 42 двора и 247 человек. В 1906 году отмечено дворов 72 и жителей 328, в 1926 — дворов 77 и жителей 360, в 1939 — 332 жителя, в 1979 — 256. В 2002 году было 59 дворов, в 2010 — 46 домохозяйств. В 1930 году был образован колхоз «Идея», в 2010 действовало ОАО "Птицефабрика «Моргаушская».

## Население
Постоянное население составляло 212 человек (чуваши 98 %) в 2002 году, 190 — в 2010.